# Zeja (település)
Zeja (oroszul: Зея) város Oroszország ázsiai részén, az Amuri területen, a Zejai járás székhelye. Népessége: 24 986 fő (a 2010. évi népszámláláskor).

## Elhelyezkedése
Blagovescsenszk területi székhelytől 532 km-re északra, az Amur–Zeja-síkság északi részén, a Zeja (az Amur mellékfolyója) jobb partján fekszik. Folyami kikötő. A legközelebbi vasútállomás a 120 km-re délnyugatra lévő Tigda, a transzszibériai vasútvonalon.

## Története
A település az ún. „amuri aranyláz” idején, 1879-ben keletkezett, amikor egy aranyásó társaság lerakatot létesített ezen a helyen (Zejszkij szklad, jelentése: 'zejai raktár'). Népessége gyorsan növekedett, az 1890-es évek elejére elérte a 4-5000 főt. 1906-ban Zeja-Prisztany ('Zeja-Kikötő') néven városi rangot kapott, 1913-ban vette fel mai nevét. Egyre több iparos és kereskedő telepedett le a városban, amely hosszan elnyúlt a folyó mentén és a környék aranybányáinak központja lett. Egyik éltető eleme a kikötő volt, de távolsága a vasúttól és a nagyobb ipari központoktól negatívan hatott a város fejlődésére. A Zeja 1928-as nagy árvíze a központi utcákat és üzleteket is elöntötte, a templomot is elmosta, és a helyreállítás éveken át tartott. Közben kiépültek a járási székhelyek jellegzetes igazgatási, oktatási, kulturális intézményei. 1932-ben leszállt az első repülőgép, később megépült a repülőtér. A csöndes kisváros életét megváltoztatta az orosz Távol-Kelet első nagy vízerőművének (1330 MW) és víztározójának 1964-ben megkezdett, teljesen csak 1985-ben befejezett építése.
Napjainkban a gazdaság szerkezetében továbbra is vezető ágazat a villamosenergia termelés. A fő közlekedési utaktól távol eső város repülőterét 2015-ben kezdték felújítani, de a munkálatokkal 2018-ban leálltak. A befejezésig a járás településeire csak hetente, helikopterrel tudnak járatokat indítani.